# Comuna Ceapaieve, Ciutove
Ceapaieve (în ucraineană Чапаєве) este o comună în raionul Ciutove, regiunea Poltava, Ucraina, formată din satele Ceapaieve (reședința) și Maiorivka.

## Demografie
Componența lingvistică a comunei Ceapaieve
     Ucraineană (92,56%)
     Rusă (6,62%)
     Alte limbi (0,41%)
Conform recensământului din 2001, majoritatea populației comunei Ceapaieve era vorbitoare de ucraineană (92,56%), existând în minoritate și vorbitori de rusă (6,62%).